# أوفلاج الرابع-سي
```
أوفلاج الرابع-سي
، الذي يشار إليه غالبًا بموقعه في 
قلعة كولديتز
، المطلة على 
كولديتس
، 
ساكسونيا
، أحد 
معسكرات أسرى الحرب في
 
الجيش الألماني
 
لضباط
 العدو الأسرى خلال 
الحرب العالمية الثانية
؛ 
Oflag
 هو اختصار 
Offizierslager
، ويعني «معسكر الضباط».
```

## قلعة كولديتس
كانت هذه القلعة التي يبلغ عمرها ألف عام في قلب هتلر، على بعد 400 ميل (640 كـم) من أي حدود ليست تحت السيطرة النازية. كانت جدرانها الخارجية سمكها سبعة أقدام (مترين) وكان الجرف الذي بنيت عليه قطره مائتين وخمسين قدمًا (75 متر) إلى نهر مولدي.

## الجدول الزمني
وصل السجناء الأوائل في نوفمبر 1939؛ كانوا 140 ضابط بولندي من حملة سبتمبر الذين اعتبروا خطريين ومن المتوقع هروبهم. تم نقل معظمهم لاحقًا إلى أفولاجات أخرى. 
في أكتوبر 1940، أصبح دونالد ميدلتون وكيث ميلن وهوارد واردل (وهو كندي انضم إلى سلاح الجو الملكي قبل الحرب مباشرة) أول السجناء البريطانيين في كولديتس.

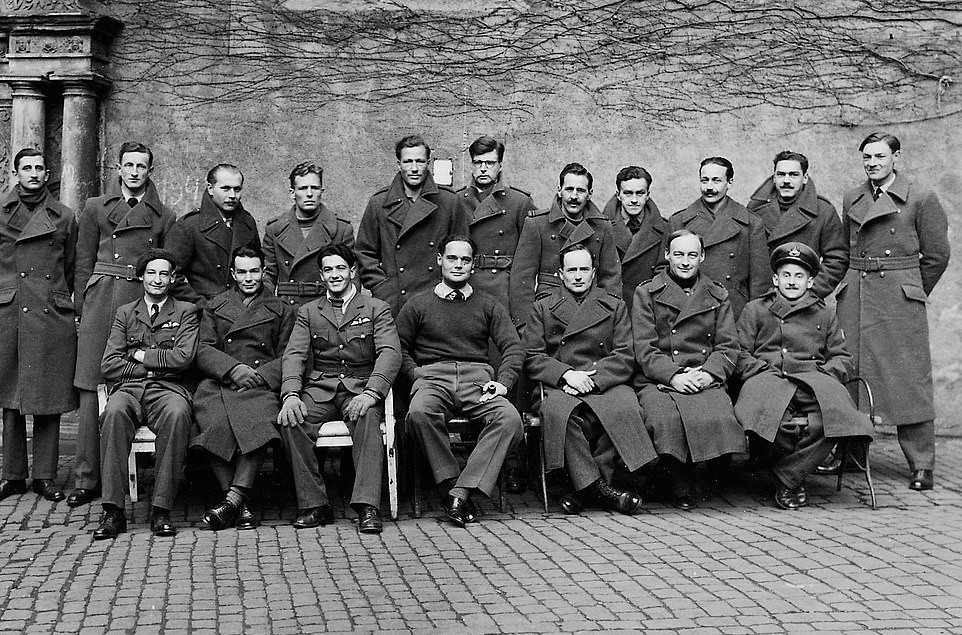
صورة مجموعة RAF في كولديتز.

## الموظفين والزوار الألمان

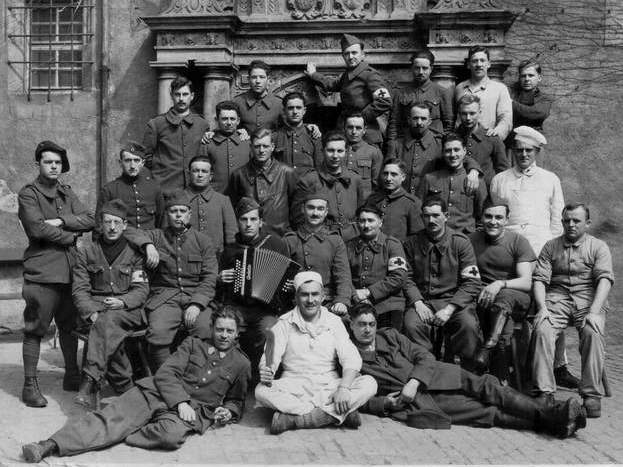
مجموعة من الفرنسيين من قلعة كولديتز في الفناء الداخلي.

### ضباط الأمن
- كان الكابتن بول بريم ضابط الأمن الأول. وقال بات ريد إنه «يمتلك صفة نادرة بين الألمان - روح الدعابة».[3]
- كان الكابتن راينولد إيجرز ضابط أمن من نوفمبر 1940 حتى أبريل 1945، تمت ترقيته إلى رئيس الأمن في عام 1944. كما كان المتحدث باللغة الإنجليزية الوحيد بين الألمان في كولديتز، وبالتالي شارك في كل تفاعل مع السجناء أو بين كبار الضباط و Kommandant الذين يعملون كمترجمين. [4] قال عنه الملازم الهولندي داميان ج. فان دورنينك: «كان هذا الرجل خصمنا، لكنه مع ذلك حصل على احترامنا من خلال مواقفه الصحيحة، وضبطه الذاتي، وافتقاره التام للحقد على الرغم من كل المضايقات التي قدمناها له».

### قادة المعسكر
- أوبرست شميدت 1939 - أغسطس 1941
- أوبرست غلايشه 1 أغسطس 1942 - 13 فبراير 1943
- أوبرست براويت 14 فبراير 1943 - 15 أبريل 1945 [5]